# أندرو هارفي
أندرو هارفي هو سياسي كندي، ولد في 1953. حزبياً، نشط في الجمعية الليبرالية لنيو برونزويك ‏. وقد انتخب عضو الجمعية التشريعية لنيو برونزويك ‏ عن دائرة Carleton-Victoria ‏ خلال فترته النيابية ‏.